# Skurkstat
En skurkstat är ett kontroversiellt begrepp som används av några internationella teoretiker om stater som anses hota världsfreden. Detta innebär att de skall leva upp till vissa kriterier, som att styras av en auktoritär regim som starkt inskränker mänskliga rättigheter, finansierar terrorism, och gör försök till att använda massförstörelsevapen. Begreppet används huvudsakligen av USA (även om USA:s utrikesdepartement officiellt slutade använda begreppet år 2000), och president Donald Trump använde begreppet flera gånger i ett tal till Förenta nationerna 2017. Det har dock i mindre utsträckning även använts av andra länder.